# 地三鮮

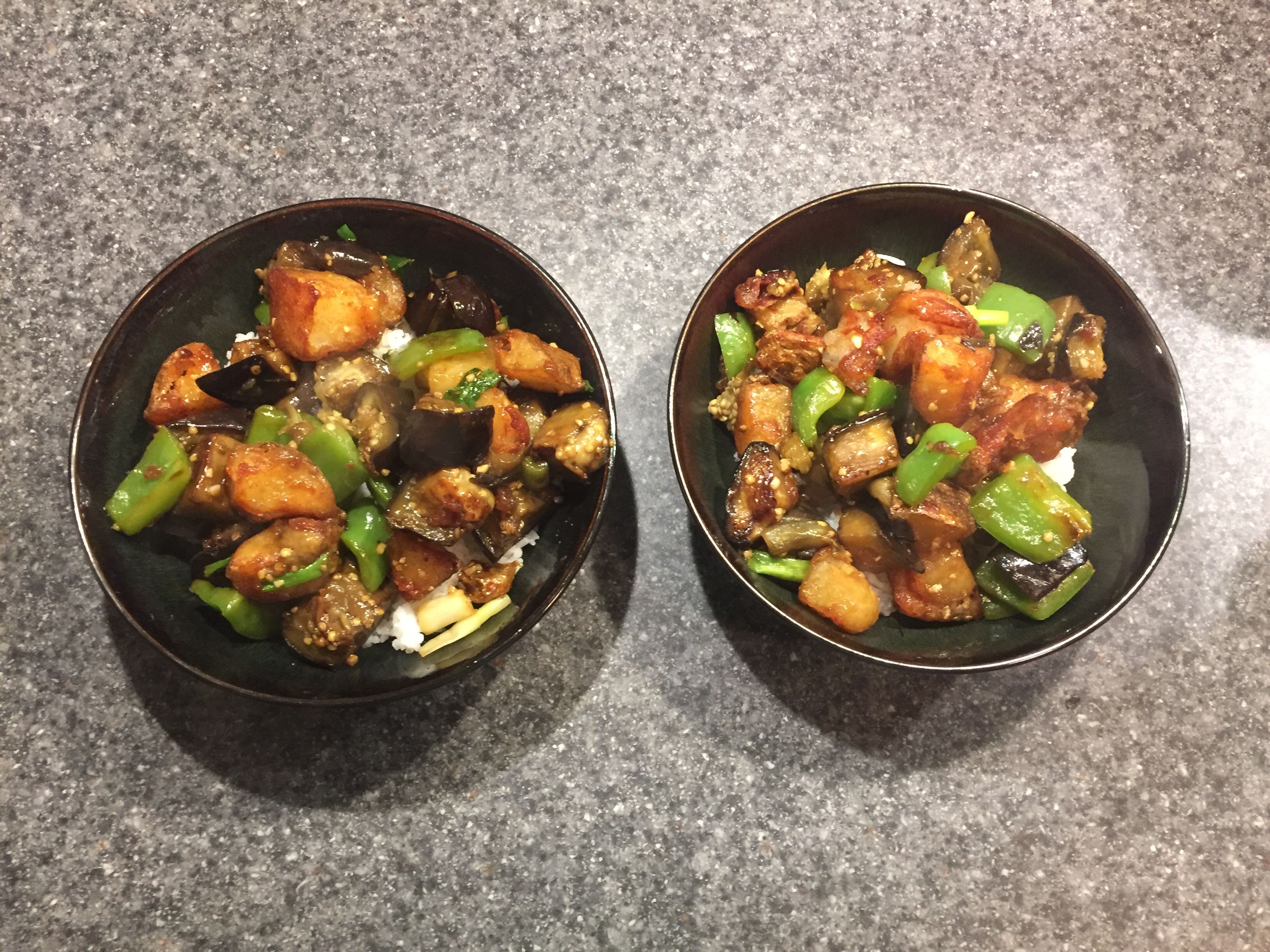
地三鮮

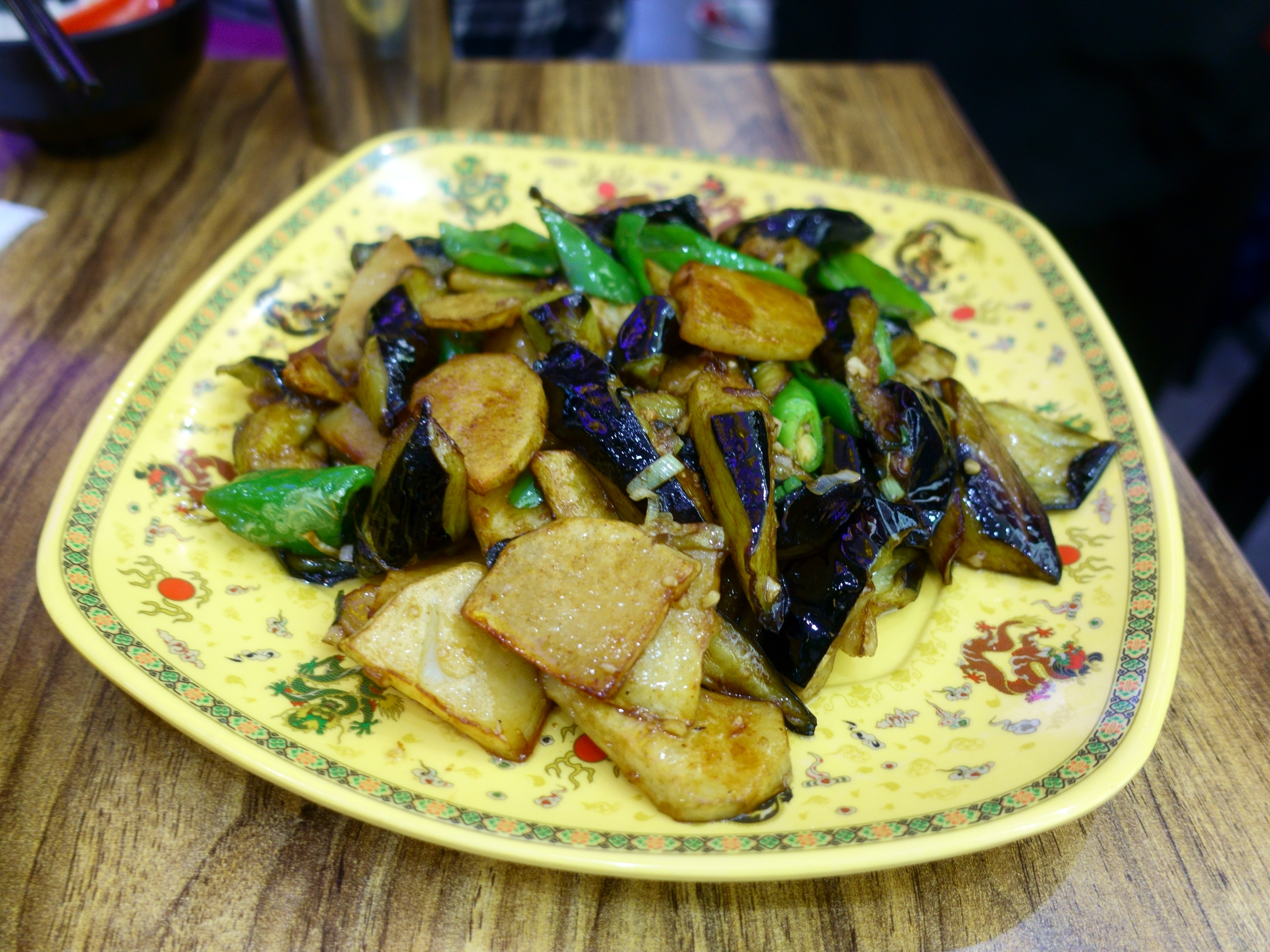
地三鮮

地三鮮（ちさんせん、中国語: 地三鲜; 拼音: dìsānxiān、ディーサンシエン）は、ジャガイモとナス、そしてピーマンを炒めた料理であり、中国東北部で親しまれている。
地三鮮という名は、これら3つの野菜を「大地からの宝物」に見立ててつけられた。
この料理は醤油と砂糖で甘辛く味付けがなされている。
ライターの沢井メグは、ロケットニュース24に寄せた記事の中で、中国において「百吃不厭」（何度食べても飽きがこない）と言われていることを取り上げ、質素な食材の割にすごくおいしいと評価している一方、記事を執筆した2017年の時点で日本においてはあまりポピュラーではないとしている。